# سارا (فیلم ۱۹۹۷)
سارا (لهستانی: Sara) فیلمی لهستانی به کارگردانی ماچئی شلشینتسکی است که در سال ۱۹۹۷ منتشر شد.

## گزیدهٔ بازیگران
- بوگوسواف لیندا
- آگنیشکا ودارچیک
- مارک پرپچکو
- سزاری پازورا
- استانیسواف برودنی
- کشیشتف کیرشنوفسکی
- جک رکنیتس
- داریوش گناتوفسکی
- کشیشتف کومور
- یانوش بوکوفسکی
- پاوئو بورچیک
- تِـرِسا لیپووسکا
- گژگوش میشتال
- مونیکا کفیاتکوفسکا
- سواوومیر سولِـی
- پیوتر شِـیکا
- یاتسک دوماینسکی
- تادئوش وویتیخ